# Электрическая сеть

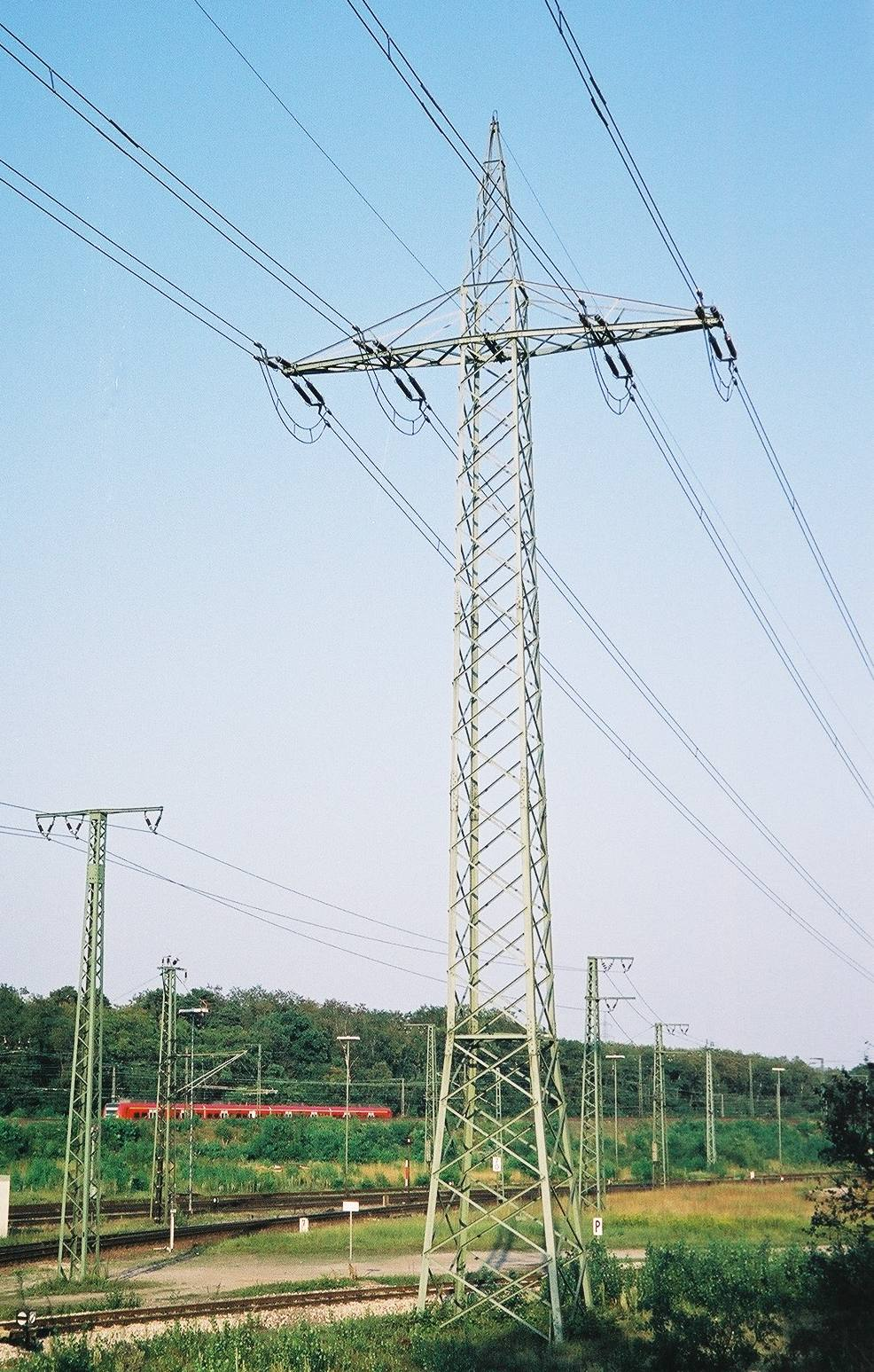
Высоковольтная линия электропередачи

Электрическая сеть — совокупность электроустановок, предназначенных для передачи и распределения электроэнергии от электростанции к потребителю.

## Классификация электрических сетей
1. Назначение, область применения
  -  Сети общего назначения: электроснабжение бытовых, промышленных, сельскохозяйственных и транспортных потребителей.
  -  Сети автономного электроснабжения: электроснабжение мобильных и автономных объектов (транспортные средства, суда, самолёты, космические аппараты, автономные станции, роботы и т. п.). См. также: Бортовая сеть.
  -  Сети технологических объектов: электроснабжение производственных объектов и других инженерных сетей.
  - Контактная сеть: специальная сеть, служащая для передачи электроэнергии на движущиеся вдоль неё транспортные средства (локомотив, трамвай, троллейбус, метро).
2. Масштабные признаки, размеры сети
  - Магистральные сети: сети, связывающие отдельные регионы, страны и их крупнейшие источники и центры потребления. Характерны сверхвысоким и высоким уровнем напряжения и большими потоками мощности (гигаватты).
  - Региональные сети: сети масштаба региона (в России — уровня субъектов Федерации). Имеют питание от магистральных сетей и собственных региональных источников питания, обслуживают крупных потребителей (город, район, предприятие, месторождение, транспортный терминал). Характерны высоким и средним уровнем напряжения и большими потоками мощности (сотни мегаватт, гигаватты).
  - Районные сети, распределительные сети: имеют питание от региональных сетей. Обычно не имеют собственных источников питания, обслуживают средних и мелких потребителей (внутриквартальные и поселковые сети, предприятия, небольшие месторождения, транспортные узлы). Характерны средним и низким уровнем напряжения и небольшими потоками мощности (мегаватты).
  - Внутренние сети: распределяют электроэнергию на небольшом пространстве — в рамках района города, села, квартала, завода. Зачастую имеют всего 1 или 2 точки питания от внешней сети. При этом иногда имеют собственный резервный источник питания. Характерны низким уровнем напряжения и небольшими потоками мощности (сотни киловатт, мегаватты).
  - Электропроводка: сети самого нижнего уровня — отдельного здания, цеха, помещения. Зачастую рассматриваются совместно с внутренними сетями. Характерны низким и бытовым уровнем напряжения и малыми потоками мощности (десятки и сотни киловатт).
3. Род тока

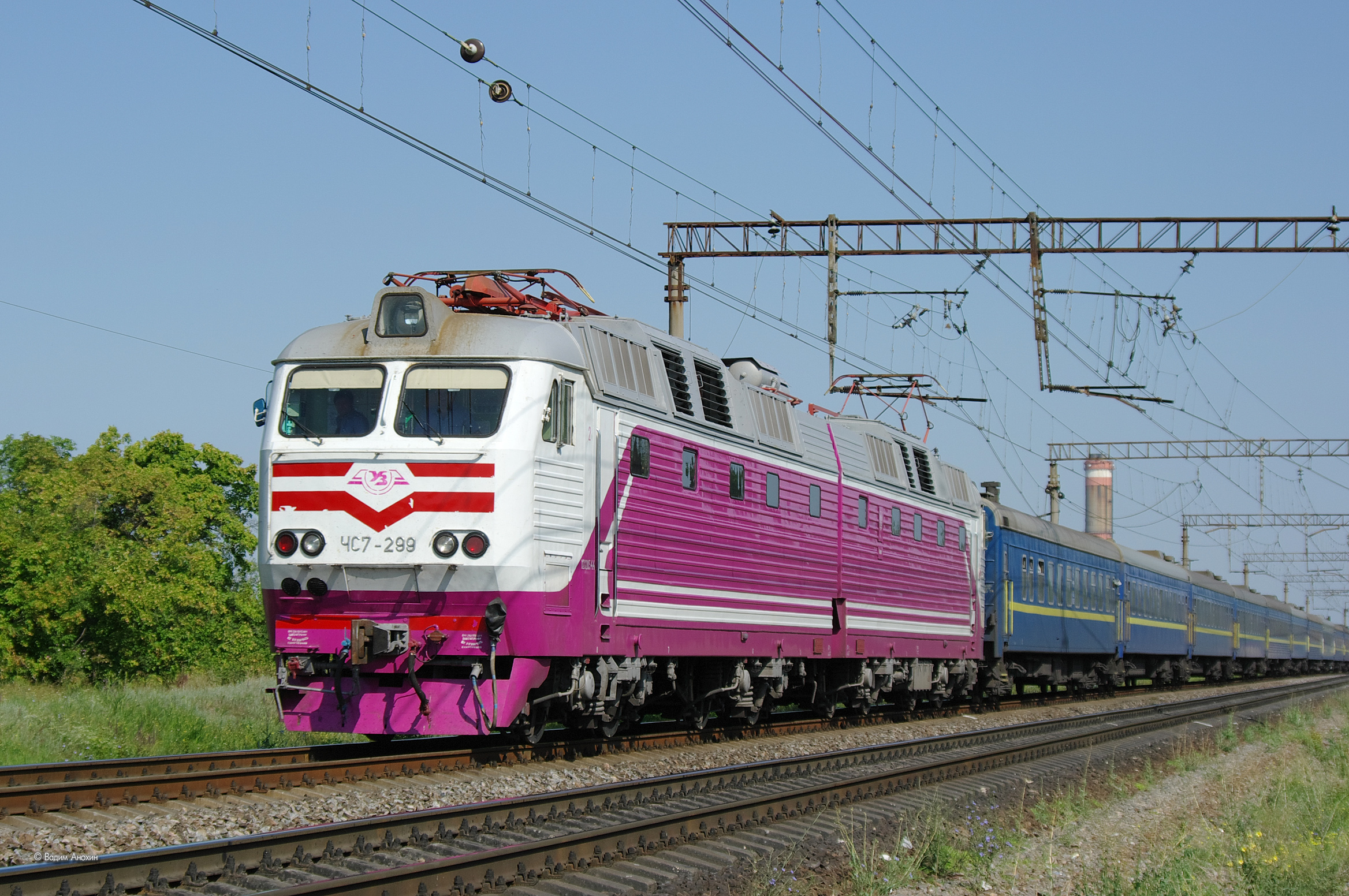
ЧС7 — электровоз, питающийся от контактной сети постоянного тока

1. - Переменный трёхфазный ток: большинство сетей высших, средних и низких классов напряжений, магистральные, региональные и распределительные сети. Переменный электрический ток передаётся по трём проводам таким образом, что фаза переменного тока в каждом из них смещена относительно других на 120°. Каждый провод и переменный ток в нём называются «фазой». Каждая «фаза» имеет определённое напряжение относительно земли, которая выступает в роли четвёртого проводника.
  - Переменный однофазный ток: большинство сетей бытовой электропроводки, оконечных сетей потребителей. Переменный ток передаётся к потребителю от распределительного щита или подстанции по двум проводам (т.н. «фаза» и «ноль»). Потенциал «нуля» совпадает с потенциалом земли, однако конструктивно «ноль» отличается от провода заземления.
  - Постоянный ток: контактные сети городского транспорта и многих железных дорог, некоторые сети автономного электроснабжения, а также ряд специальных сетей сверхвысокого и ультравысокого напряжения, имеющих пока ограниченное распространение.

## Основные компоненты сети

### Генерация
Генерация — процесс производства электроэнергии из других источников энергии, чаще всего на электростанциях. Обычно генерация происходит с помощью электромеханических генераторов, приводимых в движение тепловыми двигателями либо кинетической энергией воды или ветра. Другие источники энергии включают в себя фотовольтаику и геотермальные источники.

### Передача
Сеть электроснабжения характерна тем, что связывает территориально удалённые пункты источников и потребителей. Это осуществляется при помощи линии электропередачи — специальных инженерных сооружений, состоящих из проводников электрического тока (провод — неизолированный проводник, или кабель — изолированный проводник), сооружений для размещения и прокладки (опоры, эстакады, каналы), средств изоляции (подвесные и опорные изоляторы) и защиты (грозозащитные тросы, разрядники, заземление).

### Преобразование напряжения

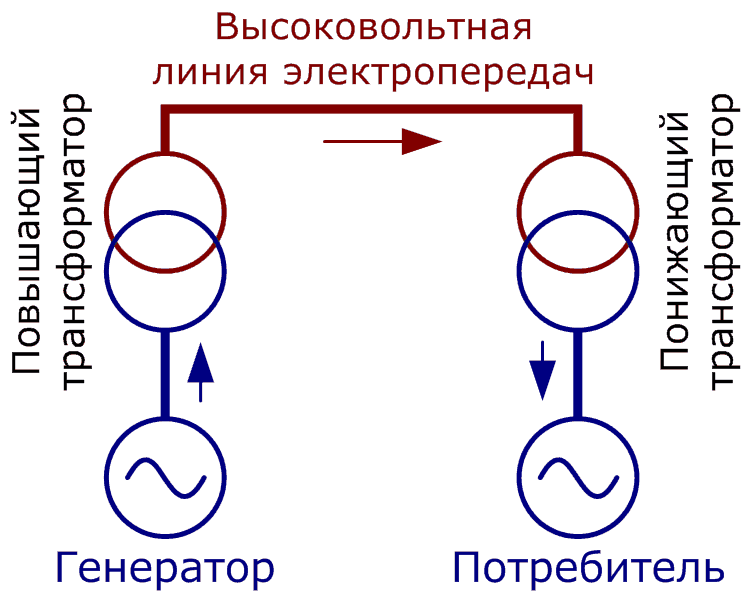
Преобразование напряжения

Как правило, генераторы источника и потребители работают с низким номинальным напряжением. Потери энергии в линиях прямо пропорциональны квадрату силы тока, поэтому для снижения потерь электроэнергию выгодно передавать на высоких напряжениях. Для этого на выходе от генератора его повышают, а на входе потребителя его понижают при помощи силовых трансформаторов.

### Структура сети
Электрическая сеть может иметь очень сложную структуру, обусловленную территориальным расположением потребителей, источников, требованиями надёжности и другими соображениями. В сети выделяют линии электропередачи, которые соединяют подстанции. Линии могут быть одинарными и двойными (двухцепными), иметь ответвления (отпайки). К подстанциям, как правило, подходит несколько линий. Внутри подстанции происходит преобразование напряжения и распределение потоков электроэнергии между подходящими линиями. Для соединения линий и оборудования внутри подстанций используются электрические коммутаторы различных типов.
Для наглядного представления структуры сети используется специальное начертание схемы сети, однолинейная схема, представляющая три провода трёх фаз в виде одной линии. На схеме отображаются линии, секции и системы шин, коммутаторы, трансформаторы, устройства защиты.
Структура сети электроснабжения может динамически изменяться путём переключения коммутаторов. Это необходимо для отключения аварийных участков сети, для временного отключения участков при ремонте. Структура сети также может быть изменена для оптимизации электрического режима сети.

## Принципы работы

### Переменный ток
Большинство крупных источников электроэнергии — электростанции — построено с использованием генераторов переменного тока. Кроме того, амплитудное напряжение переменного тока может быть легко изменено при помощи силовых трансформаторов, что позволяет повышать и понижать напряжение в широких пределах. Основные потребители электроэнергии также ориентированы на непосредственное использование переменного тока. Мировым стандартом генерации, передачи и преобразования электроэнергии является использование переменного трёхфазного тока. В России и европейских странах промышленная частота тока равна 50 герц, в США, Японии и ряде других стран — 60 герц.
Переменный однофазный ток используется многими бытовыми потребителями и получается из переменного трёхфазного тока путём объединения потребителей в группы по фазам. При этом каждой группе потребителей выделяется одна из трёх фаз, а второй провод («ноль»), используемый при передаче однофазного тока, является общим для всех групп и в своей начальной точке заземляется.

### Классы напряжения
При передаче большой электрической мощности при низком напряжении возникают большие омические потери из-за больших значений протекающего тока. Формула δS = I²R описывает потерю мощности в зависимости от сопротивления линии и протекающего тока. Для снижения потерь уменьшают протекающий ток: при снижении тока в 2 раза омические потери снижаются в 4 раза. Согласно формуле полной электрической мощности S = I×U, для передачи такой же мощности при пониженном токе необходимо во столько же раз повысить напряжение. Таким образом, большие мощности целесообразно передавать при высоком напряжении. Однако строительство высоковольтных сетей сопряжено с рядом технических трудностей; кроме того, непосредственно потреблять электроэнергию с высоким напряжением крайне проблематично для конечных потребителей.
В связи с этим сети разбивают на участки с разным классом напряжения (уровнем напряжения). Трёхфазные сети, передающие большие мощности, имеют следующие классы напряжения:
- от 750 кВ и выше (1150 кВ, 1500 кВ) — Ультравысокий,
- 750 кВ, 500 кВ, 400 кВ (европейский стандарт) — Сверхвысокий,
- 330 кВ (Европа), 220 кВ, 150 кВ (Мурманская область России, юг Украины), 110 кВ (Европа) — ВН, Высокое напряжение,
- 35 кВ, 33 кВ (Европа), 20 кВ (Европа, сельские сети) — СН-1, Среднее первое напряжение,
- 10 кВ (Европа, городские сети), 6 кВ, 3 кВ — СН-2, Среднее второе напряжение,
- 24 кВ, 22 кВ, 18 кВ, 15,75 кВ (наиболее распространённое), 13 кВ, (3 кВ) — напряжение на выводах генераторов
- 0,69 кВ (европейский промышленный), 0,4 кВ (400/230В — основной стандарт), 0,23 кВ (220/127 В), 110 В (старый европейский, США бытовой) и ниже — НН, низкое напряжение.
- для безопасной работы с электроинструментом, аппаратами и машинами существуют термины FELV, PELV и SELV. Регламентируются стандартами DIN/VDE 0100-410, BS 7671, BS EN 60335, IEC 61140 Protection against electric shock и IEC 60364-4-41 Low-voltage electrical installations; правилами «AS/NZS 3000 Wiring Rules» и т. д.

Уровень напряжения (иногда «диапазон напряжения» или «тарифный уровень напряжения», или «тарифный уровень (диапазон, класс) напряжения», или «класс напряжения») – это понятие, также используемое:
- в тарифном регулировании – при установлении тарифов на передачу электроэнергии
- в применении тарифов на передачу электроэнергии в расчётах за услуги по передаче электроэнергии

По «уровням напряжения» тарифы дифференцируются, то есть различаются по величине. Чем выше «уровень напряжения», тем ниже величина тарифа. Поэтому потребители стремятся подтвердить наиболее высокий «уровень напряжения».